# Ernest de Lipowski
Joseph Antoine Ernest, comte de Lipowski, est un général né le 12 juin 1843 à Strasbourg dans une famille polonaise en exil et décédé le 23 février 1904 à Paris. 

## Biographie

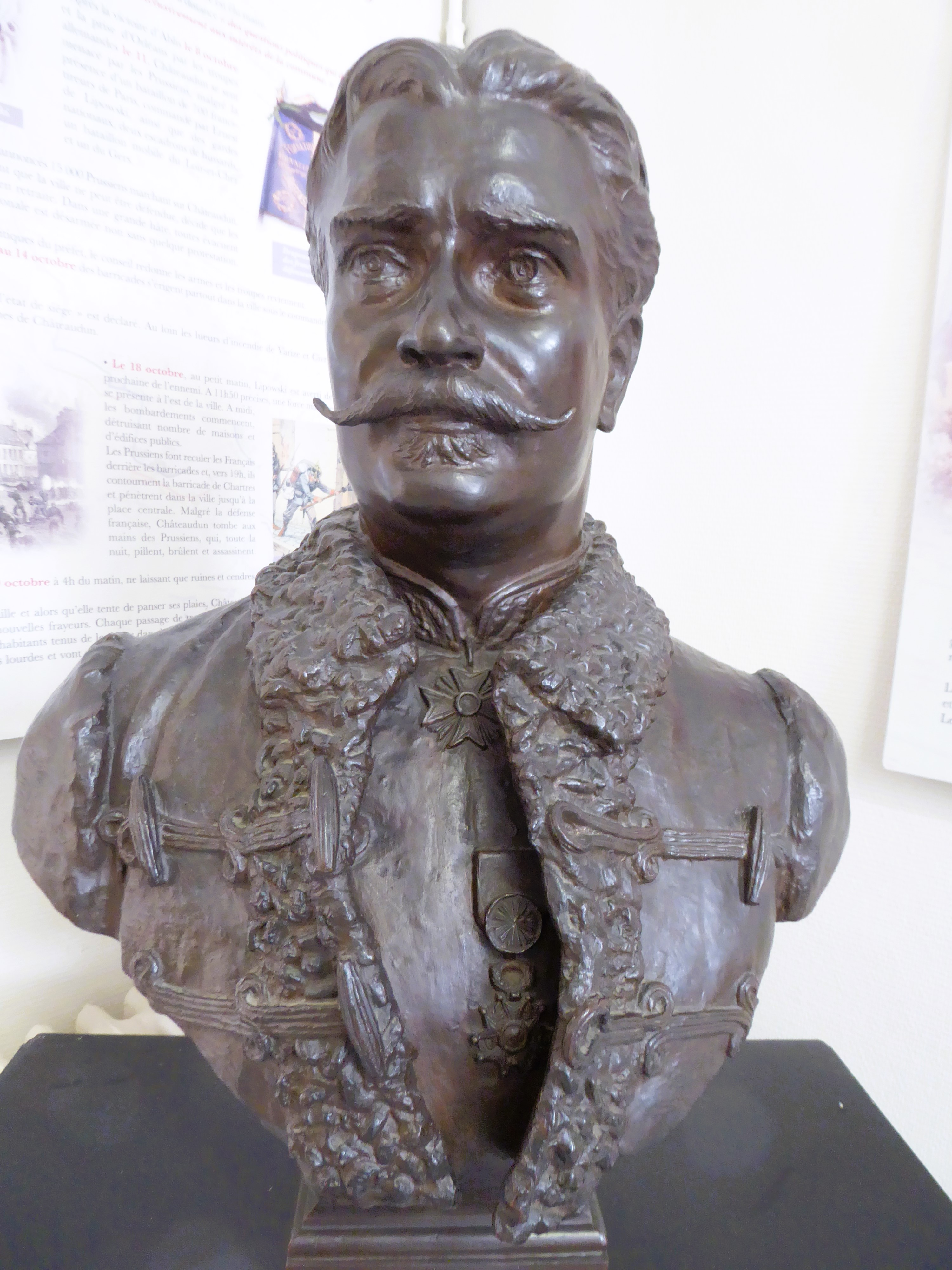
Buste du général de Lipowski, musée de Châteaudun (Eure-et-Loir).

Durant le siège de Paris, alors commandant, le 8 octobre 1870, à la tête de 130 francs-tireurs de Paris venant de Denonville, il attaque un détachement du 4e escadron du 16e régiment de  cavalerie de Schleswig-Holstein et un piquet d'infanterie du 11e régiment bavarois en poste à Ablis. Les francs-tireurs se replièrent en emmenant 70 prisonniers et 200 chevaux. En représailles à cette attaque, connue sous le nom de surprise d'Ablis, les Allemands brûlèrent 120 maisons, fusillèrent 6 habitants et emmenèrent 22 otages à leur QG du Mesnil-Saint-Denis qui furent finalement relâchés le lendemain,,,. 
Ernest de Lipowski devient célèbre par la défense de la ville de Châteaudun le 18 octobre 1870 qu'il assure face aux Prussiens, au cours de la Guerre franco-allemande de 1870. Avec ses francs-tireurs, il se bat également à Viabon, Varize, ou encore Alençon. Il est promu au grade de général à l'âge de 27 ans, grade infirmé en 1871 après la guerre.
Il intègre ensuite l'armée russe où le tsar confirme son grade de général[réf. nécessaire].
Il meurt à Paris le 23 février 1904 à Paris et est enterré au cimetière du Montparnasse (27e division) .

## Décorations
- Chevalier de la Légion d'honneur[1]
- Commandeur de l'Ordre de Sainte-Anne
- Commandeur de l'Ordre de l'Étoile noire

## Œuvres
- La Défense de Châteaudun, suivie du rapport officiel adressé au Ministre de la guerre par le général comte Ernest de Lipowski, des francs-tireurs de Paris, commandant la place de Châteaudun, le 18 octobre 1870. Paris, 1871.
- Ablis 8 octobre 1870, Châteaudun 18 octobre 1870, Alençon 15 janvier 1871, colonne mobile du général de Lipowski, 1870-1871. Paris, 1897.